# 푸타파르티

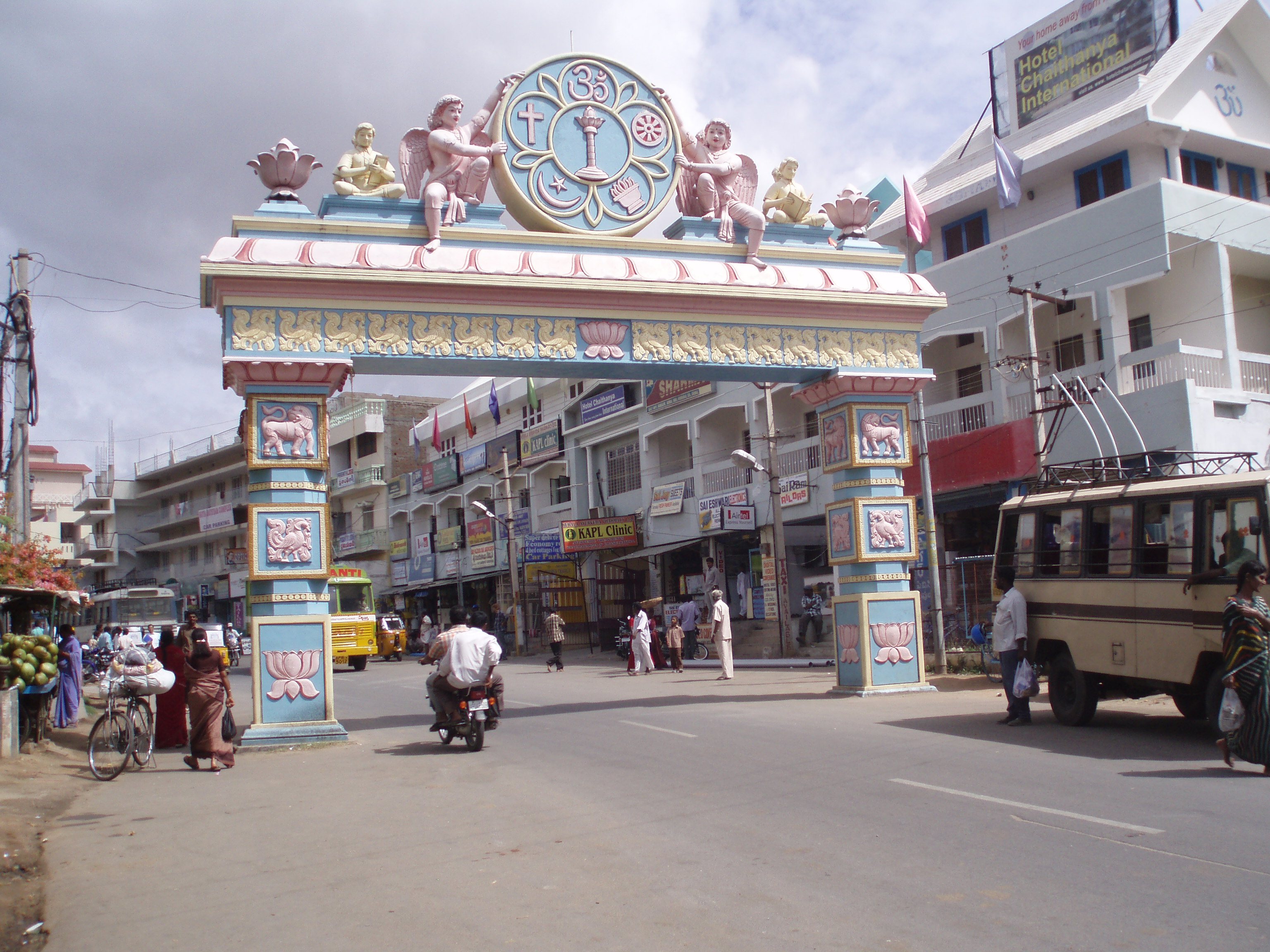
푸타파르티 입구

푸타파르티(Puttaparthi, 텔루구어: పుట్టపర్తి)는 인도 안드라프라데시주의 도시로, 인구는 9,000명, 높이는 해발 475m이다. 인도의 영적 지도자인 사티야 사이바바가 살았던 곳으로 알려져 있다.